# Cinaglio
Cinaglio (piemontiul: Sinaj) település Olaszországban, Piemont régióban, Asti megyében. Lakosainak száma 410 fő (2023. január 1.). Cinaglio Asti, Camerano Casasco, Chiusano d’Asti, Cortandone, Monale és Settime községekkel határos.

## Népesség
A település lakossága az elmúlt években az alábbi módon változott:
| Lakosok száma | 441  | 441  | 410  |
|               | 2017 | 2018 | 2023 |